# انتونگوو (استان سلیزیا سفلی)
انتونگوو (استان سیلزی سفلی) (به لهستانی:  Antoniów) یک روستا در لهستان است که در گمینا ستارا کامینگتسا واقع شده‌است.